# Hemsjö landskommun
Hemsjö landskommun var en tidigare kommun i dåvarande Älvsborgs län.

## Administrativ historik
När kommunbegreppet infördes i samband med att 1862 års kommunalförordningar trädde i kraft inrättades över hela landet cirka 2 400 landskommuner.
I Hemsjö socken i Kullings härad i Västergötland inrättades denna kommun.
Vid kommunreformen 1952 bildade den storkommun tillsammans med Ödenäs landskommun.
Den 1 januari 1974 uppgick den i Alingsås kommun.
Kommunkoden var 1952-1973 1526.

### Kyrklig tillhörighet
I kyrkligt hänseende tillhörde kommunen Hemsjö församling. Den 1 januari 1952 tillkom Ödenäs församling.

## Geografi
Hemsjö landskommun omfattade den 1 januari 1952 en areal av 107,61 km², varav 80,59 km² land.

### Tätorter i kommunen 1960
I Hemsjö landskommun fanns tätorten Västra Bodarne, som hade 459 invånare den 1 november 1960. Tätortsgraden i kommunen var då 24,1 procent.

## Politik

### Mandatfördelning i Hemsjö landskommun, 1942-1970
| 4 | 5 | 5 | 6 |

| 20 |

| 4 | 1 | 6 | 5 | 4 |

| 20 |

| 6 | 19 |

| 25 |

| 4 | 21 |

| 25 |

| 5 | 20 |

| 24 |

| 6 | 19 |

| 24 |

| 5 | 4 | 8 | 8 |

| 23 |

| 5 | 13 | 3 | 4 |

| 23 |

För valresultat efter 1970 se Alingsås kommun#Politik